# Mitrostoma nototheniae
Mitrostoma nototheniae är en plattmaskart som beskrevs av Harold Winfred Manter 1954. Mitrostoma nototheniae ingår i släktet Mitrostoma och familjen Hemiuridae. Inga underarter finns listade i Catalogue of Life.